# L'Olmet
L'Olmet (en italià Olmedo, i en sard, S'Ulumedu) és un municipi italià que pertany a la província de Sàsser. L'any 2007 tenia 3.598 habitants. Es troba a la regió de Nurra. Limita amb els municipis de l'Alguer, Sàsser i Uri.
El nom de la ciutat s'atribueix a la intersecció dels termes Ulimu (olm) i Ulmetum (bosc d’oms), derivats respectivament del nuràgic i del llatí, en virtut de la presència notable, abans del desenvolupament urbà, d'oms, alguns exemples dels quals encara es poden admirar avui. Ulumetu, un petit poble, però principal ciutat de curatoria, que forma part del Jutjat de Torres. Així doncs, el Condaghe di Silki, un registre religiós del segle xiii, ens retorna els antics vestigis de l'Olmet, testimoniant, des de temps remots, l'existència i el paper que va assumir com a important centre administratiu en l'estructura institucional de l'època. En aquest període, les poques fonts bibliogràfiques esbossen un país caracteritzat per la lluita per la seva possessió. Durant el segle XIV, el poble va estar, de fet, implicat i disputat en la cruenta guerra que els Dòria, units per un fort vincle parental amb la família Torres, van lluitar, a partir del 1325, primer amb la Corona d’Aragó i, posteriorment, amb el Jutjat d'Arborea, que el va conquerir definitivament el 1336. Posteriorment dominat pels catalanoaragonesos, aviat es va convertir en un feu, passant de mà en mà a diversos senyors locals. La reconstrucció va ser gairebé immediata gràcies a l’aleshores senyor de la vil·la, Jaume Mercer.

## Administració
| Període | Identitat  | Partit        |
| ------- | ---------- | ------------- |
| 2006-   | Luigi Ruiu | Llista cívica |